# Останково (Московская область)
Останково — деревня в Ступинском районе Московской области в составе Городского поселения Малино (до 2006 года — входила в Дубневский сельский округ). На 2016 год в Останково 1 улица — Поддубная, впервые в исторических документах селение упоминается в 1577 году, как деревня Болдычевская Останкова.

## Население
| 2002 | 2006 | 2010 |
| ---- | ---- | ---- |
| 37   | ↘11  | ↗33  |

Останково расположено в центральной части района, на правом берегу реки Каширки, в полукилометре от внешней стороны большого Московского кольца, высота центра деревни над уровнем моря — 167 м. Ближайшие населённые пункты: Сафроново — на другом берегу реки и Шугарово — примерно в 0,8 км на юг.